# Edmund Hooper
Pour les articles homonymes, voir Hooper.
Edmund Hooper est un compositeur appartenant à l'école des Virginalistes anglais, né à North Halberton dans le Devon vers 1553, décédé à Londres le 14 juillet 1621.

## Biographie
Choriste à l’abbaye de Westminster dès 1582, il y est engagé comme maître des chœurs en décembre 1588 puis comme organiste à partir de 1606. Deux ans plus tôt, il était devenu « Gentleman of the Chapel Royal », chapelle dont il assume le poste d’organiste – conjointement avec Orlando Gibbons – à partir du mois de novembre 1615 jusqu’à sa mort.

## Œuvres
À part quelques pièces pour clavier contenues dans le Fitzwilliam Virginal Book et dans deux manuscrits (4 almans, une Corranto et deux pièces d'attribution douteuse), l’œuvre de Hooper est faite de musique vocale sacrée dont la plupart des pièces se dirige clairement vers la tonalité, parfois combinée avec des expérimentations chromatiques .